# Théodore Schneider
Pour les articles homonymes, voir Schneider.
Théodore Schneider, né à Lyon 2e le 18 janvier 1864 et mort à Paris 17e le 4 février 1950, est un industriel français, à l'origine de la création de la firme Rochet-Schneider à Lyon avec Édouard Rochet puis de la firme Th. Schneider avec Louis Ravel et Antoine Jaubert à Besançon.

## Carrière industrielle

### Lyon
Théodore Schneider  est le fils d'un soyeux de Bourg- Argental, mais il s'intéresse à l'automobile au travers des premières épreuves sportives. En 1889, il s'associe à Édouard Rochet  qui possède une usine de fabrication de cycles à Lyon, mais qui comprend comme lui que l'automobile a un grand avenir. Quelques voitures sont produites en 1894, puis une usine est construite  afin de commencer la fabrication en petite série.
La société de construction vélocipédique et automobile Rochet-Schneider assoit sa renommée en participant à des courses dont le Paris-Marseille-Paris.
En 1900, l'usine originelle devenant trop exigüe pour faire face à la demande sans cesse croissante, une seconde est construite Chemin Feuillat à Lyon dans le 3ème arrondissement. Rochet-Schneider, en pleine expansion, exporte 5 % de sa production outre Atlantique.
Édouard Rochet décide alors d'ouvrir le capital à des investisseurs dont Demitrius Zafiropulo, un industriel et banquier.
La société adopte le droit anglais et son siège est transféré à Londres.
Théodore Schneider n'est pas favorable à cette ouverture du capital accompagnée de la vente de licences. Le lien entre le siège londonien, l’encadrement des usines françaises et le réseau commercial se détériorent au point d'affaiblir la société, jusque-là prospère. Théodore Schneider est mis en minorité, puis écarté du Conseil d’administration. Rapidement la production des usines passe de 400 unités annuelles à moins de 150, rendant exsangue une trésorerie que l’échec des souscriptions d’actions nouvelles finit par ruiner en 1907. Les banques injectent des fonds pour permettre la relance, et le siège revient à Lyon en 1908. Mais, la recapitalisation étant insuffisante, Rochet cède les actifs contre l'avis de Schneider.                                        
Les deux associés sont dès lors en minorité et doivent affronter de multiples crises. Théodore Schneider est finalement évincé de la direction des ventes et quitte la société qui conserve la raison sociale Rochet-Schneider .
L’entreprise se redresse avant la première guerre mondiale grâce à l'ouverture d'un secteur utilitaire qui se développe au détriment de la production de voitures. 
Toutefois, ce secteur finit par péricliter face à une meilleure productivité des concurrents comme Berliet ou Citroën qui ont su profiter des commandes de guerre.
La crise de 1929 est fatale à la société, qui vend des automobiles coûteuses, et aboutit à l’arrêt de la production. 

### Besançon
Théodore Schneider retrouve, à Besançon en 1909, Louis Ravel, lui aussi constructeur automobile à Neuilly-sur- Seine de 1898 à 1906, qui produit des moteurs.  
Les deux hommes fondent en 1910   Les Automobiles Th.Schneider & Cie  dont le siège est fixé dans les locaux de l’usine Ravel  avenue Fontaine-Argent. Ils misent tous deux sur la compétition qui constitue un banc d'essai pour les modèles qu'ils comptent commercialiser et constitue une vitrine publicitaire. Ils proposent une gamme de voitures rapides  dont une des innovations consiste en un joint de cardan à bain d’huile avec accouplement de l’essieu arrière au châssis. Louis Ravel apporte son savoir-faire de motoriste en développant une gamme de moteurs solides alliant la simplicité à l’accessibilité.                
Louis Ravel, absent quatre 4 ans pour cause de service militaire, se retire en 1922 avec l'objectif de relancer sa production propre : les  Automobiles Ravel. En 1924, la nouvelle direction lance avec succès, pour l'exportation,  une version "sport" de son modèle-phare; "10 CV" avec capot en aluminium.  
Th. Schneider s'oriente vers des modèles à tendance sportive en sortant en 1927 une version raccourcie de la "10 CV" qui se vend bien outre-Manche, devenu un marché salvateur.
En pleine crise de 1929, privé du soutien des banques, Théodore Schneider doit mettre fin à son activité automobile l'année suivante. Sa Société est reprise par le fabricant de véhicules motoculteurs SADIM,qui  produit des tracteurs chenillés jusqu’en 1937. C'est le collège Saint-Joseph qui occupe aujourd'hui les lieux, une partie des ateliers restant visibles.